# Fyrbo Keramik
Fyrbo Keramik var et dansk keramikværksted, etableret i Næstved af ægteparret Astrid og Tage Tjalk i 1955. I 1960 flyttede virksomheden til Hornbæk, hvor Astrid havde sit barndomshjem. Fyrbo producerede i starten vaser, skåle og fade. Med tiden blev mindre genstande som smykker og keramikkakler den største del av produktionen. I Danmark blev produktene solgt gennem veletablerede forhandlere som Magasin du Nord, Illums Bolighus og Den Permanente. Men meget af produktionen blev eksporteret til USA, og en del også til andre lande i Nordeuropa og til Sydafrika. Værkstedet fortsatte sin drift indtil 1982. 